# 新世界丽晶国际中心

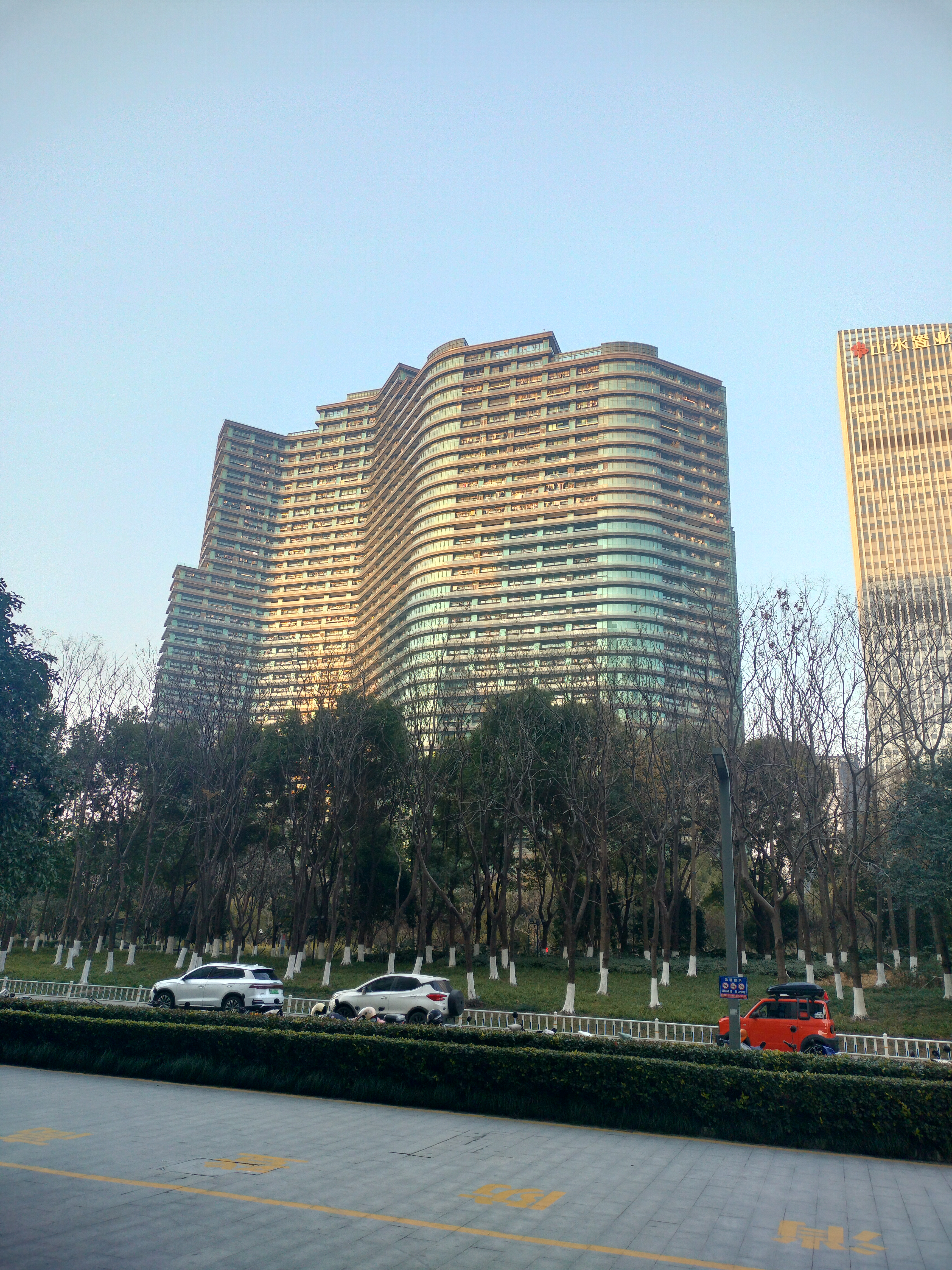
丽晶国际

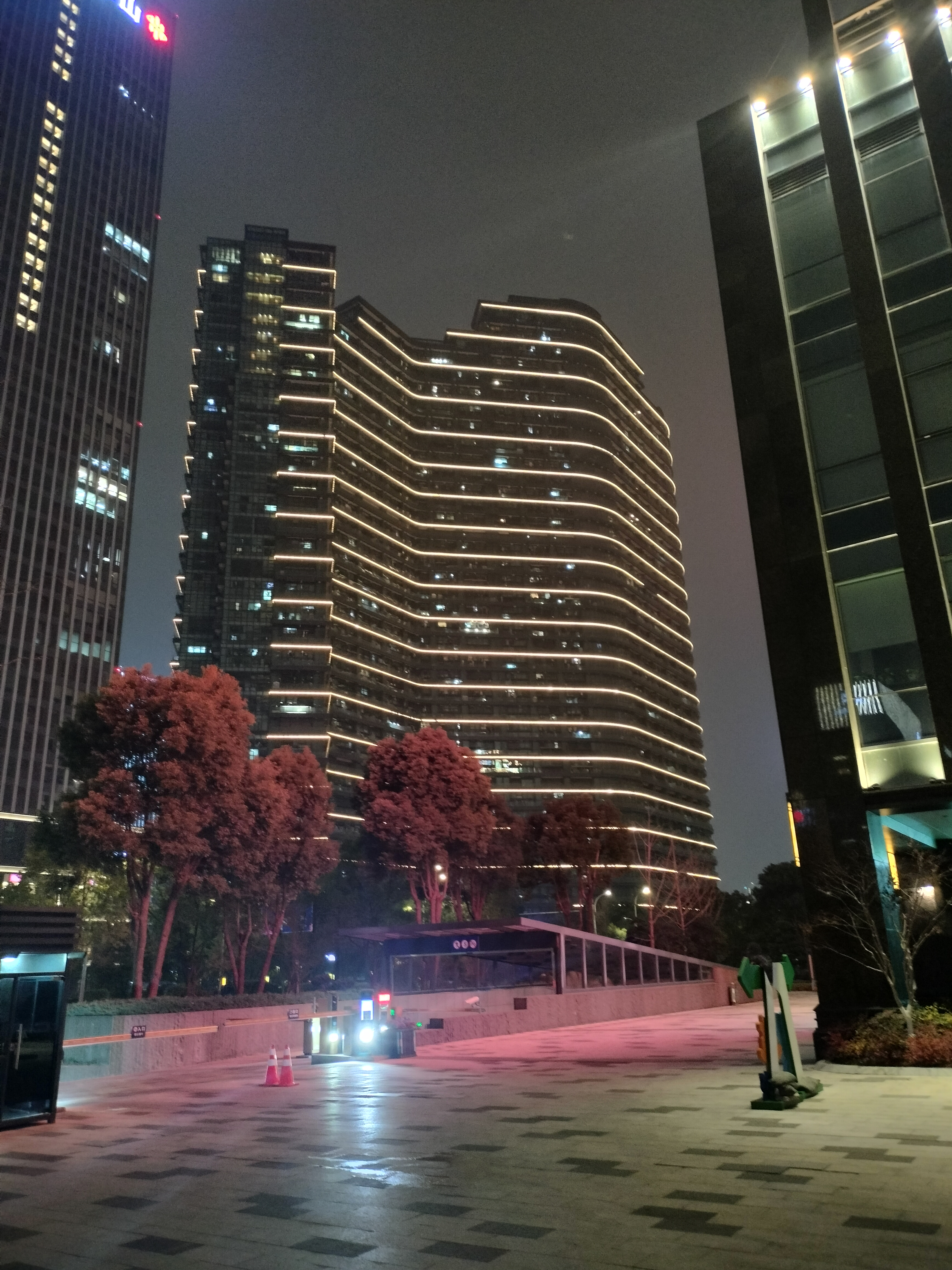
丽晶国际夜景

新世界丽晶国际中心（简称丽晶国际），是位于杭州市萧山区钱江世纪城的一座超大型酒店式公寓楼，2015年交付使用，开发商为杭州新世界集团。大楼高209米，建筑面积27.5万平米，最多可同时容纳了3万多人在此居住，是中国体量最大的群租公寓。由于短视频平台传播，它已成为一座杭州“网红”大楼。

## 简介
建设成本为4.2亿元，2012年7月开工，2014年12月竣工。获得“2012浙商最佳商务综合体”奖项。
丽晶国际由1号楼与2号楼两幢主楼连接组成，呈“S”形的外立面设计。2号楼地下2层，地上39层，高209.23米，建筑面积13.9万平米；1号楼比2号楼稍矮一点。
入口大厅为六星级酒店的双子大堂。一楼二楼有美食健身游泳棋牌等商业配套设施。户型为74-220平米的LOFT，层高约5-6米。每套房都被分类，在门口挂牌标注：橙色门牌是群租房，白色是公司租用，绿色是自住房。2023年据物业统计25%为入驻企业，这些企业大部分和直播卖货有关。每一层有50个房号，绝大部分群租房源都被分割为上下两层6-10个的小隔间对外出租。最大租户群体是刚毕业或者毕业几年内的年轻人，也有一些特别的群体如抖音小网红和模特儿。

## 交通
大楼地处杭州地铁2号线、杭州地铁6号线的钱江世纪城站旁。

## 周边
- 钱江世纪公园
- 山水时代大厦
- 朝龙汇（商场、写字楼）
- 世纪国泰中心
- 浙江农商联合银行科技大楼